# Resolution 446 des UN-Sicherheitsrates
Die Resolution 446 des UN-Sicherheitsrats behandelte das Problem der israelischen Siedlungen in den arabischen Gebieten, welche von Israel im Sechstagekrieg erobert wurden aber noch nicht, wie der Sinai, zurückgegeben worden waren, also das Westjordanland mit Ost-Jerusalem, den Gaza-Streifen und die Golanhöhen.
In der Resolution stellte der Sicherheitsrat fest, „dass die Politik und Praxis Israels bei der Gründung von Siedlungen in den Palästinensischen und Arabischen Gebieten, die seit 1967 besetzt waren, keine rechtliche Gültigkeit besitzen und ein ernsthaftes Hindernis begründen, um einen umfassenden, einfachen und dauernden Frieden im Nahen Osten zu erreichen.“
Die Resolution war am 22. März 1979 bei der 2134. Sitzung mit zwölf Stimmen ohne Gegenstimme angenommen worden, wobei Norwegen, das Vereinigte Königreich und die Vereinigten Staaten sich enthalten hatten. 

## Die Resolution 446 und die Vierte Genfer Konvention
Die Resolution 446 bestätigt „einmal mehr, dass die Vierte Genfer Konvention bezüglich des Schutzes von Zivilpersonen in Kriegszeiten vom 12. August 1949 anwendbar ist auf die arabischen Gebiete, die von Israel seit 1967 besetzt sind, einschließlich Jerusalems.“ Israel argumentiert dagegen, dass weder das Westjordanland noch Gaza das Gebiet eines „Unterzeichnerstaates“ zu dem Zeitpunkt war, als diese von Israel besetzt wurden und dass deswegen die Konvention nicht auf sie anwendbar sei.
Israels Position ist durch die anderen Unterzeichnerstaaten der Vierten Genfer Konvention nicht anerkannt. Artikel 1 der Konvention legt fest, dass „die Unterzeichnerstaaten unter Umständen alles unternehmen, um die gegenwärtige Konvention zu respektieren und den Respekt sicherzustellen.“
Am 15. Juli 1999 traf nach wiederholter Empfehlung durch die UN-Generalversammlung eine Konferenz der Unterzeichnerstaaten der Vierten Genfer Konvention im UN-Hauptquartier in Genf zusammen. Sie bestimmte, dass die Konvention in den besetzten palästinensischen Gebieten anwendbar ist, einschließlich Jerusalems. 2001, als die von der Regierung der Schweiz einberufene Konferenz erneut zusammentrat, beschlossen 114 Länder eine Drei-Seiten-Erklärung, die bestätigte, dass die Bedingungen der Konvention auf die palästinensischen Gebiete anwendbar seien und Israel deren humanitäre Grundsätze in gravierender Weise verletze. Israel, die USA und Australien boykottierten die Konferenz.
Im August 2004 hat eine Arbeitsgruppe des israelischen Justizministeriums, die von Generalstaatsanwalt Menachem Masus einberufen wurde, die Folgen eines Urteils des Internationalen Gerichtshofes überprüft und empfohlen, dass die israelische Regierung die Anwendung der Vierten Genfer Konvention auf das Westjordanland und Gaza erwägen sollte.

## Einseitiger Abzug aus dem Gaza-Streifen
Israel evakuierte die Siedler aus Gaza-Streifen im September 2005, entfernte alle Siedlungen und Militärstreitkräfte, die dort waren, es behielt sich jedoch das Recht umfassender Kontrolle über den Gaza-Streifen und die Lebensverhältnisse seiner Bevölkerung vor. 
Dazu gehören die Kontrolle über das Geburten- und Personenstandsregister, den Personen- und Warenverkehr, die Einnahme von Zöllen, die Währung, die Kontrolle des Luftraums und der küstennahen Gewässer, sowie das Vorrecht auch präemptiver militärischer Interventionen und der permanenten militärischen Überwachung und Präsenz innerhalb palästinensischer Gewässer und aus dem palästinensischen Luftraum über Gaza.
Geregelt wurde dies im sogenannten Disengagement Plan, welcher einseitig, d. h. ohne palästinensische Zustimmung verfasst wurde.
Aus diesem Grund wird Israel international auch weiterhin als Besatzungsmacht über den Gaza-Streifen definiert, was insofern umstritten ist, da Israel seinen Status als Besatzungsmacht, trotz der im Abkopplungsplan geregelten fortwährenden Kontrolle über das Gebiet, leugnet. Der Begriff der Besatzung bezeichnet in erster Linie die effektive Kontrolle über ein fremdes Gebiet. Dieses war auch nach dem Abzug der Siedler im Jahr 2005 der Fall, weshalb Israel von den Vereinten Nationen auch weiterhin als Besatzungsmacht über den Gaza-Streifen betrachtet wird.
Das Westjordanland, Ost-Jerusalem und die Golanhöhen werden auch weiterhin von israelischen Staatsbürgern besiedelt.